# مقاطعة باي (ميشيغان)
مقاطعة باي (بالإنجليزية: Bay County, Michigan)‏ هي مقاطعة تقع في منطقة جنوب شرق الوسط من شبه الجزيرة السفلى بولاية ميشيغان في الولايات المتحدة. تأسست سنة 1857، بلغ عدد سكانها 106935 نسمة في تعداد عام 2010 بحسب مكتب تعداد الولايات المتحدة.

## وصلات خارجية
- United States Counties